# Acacia taxifolia
Acacia taxifolia é uma espécie de leguminosa do gênero Acacia, pertencente à família Fabaceae.